# Brandsbutt Symbol Stone

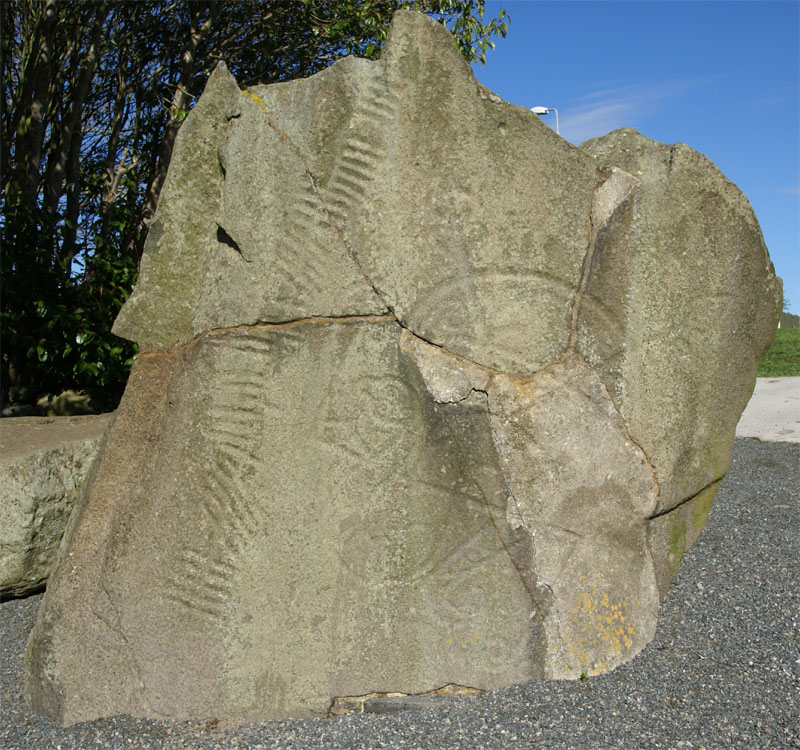
Brandsbutt Symbol Stone

De Brandsbutt Symbol Stone is een klasse I Pictische steen met Ogham-inscriptie uit de vijfde eeuw, gelegen 1,6 kilometer ten noordwesten van Inverurie in de Schotse regio Aberdeenshire.

## Beschrijving
De Brandsbutt Symbol Stone is ongeveer één meter hoog en toont een V-vormige staaf met een maan met daaronder Z-vormige staaf met een slang. Aan de linkervoorzijde van de steen bevindt zich een Ogham-inscriptie, die leest (van onder naar boven) IRATADDOARENS. Deze tekst zou kunnen verwijzen naar Eddarnon of St. Ethernanus, een lokale heilige. Dit ondersteunt de opvatting dat op zijn minst een aantal van de pictische stenen als persoonlijk grafmonument waren bedoeld.
De steen is rond 1900 gerestaureerd; de steen was in stukken in een velddijk verwerkt.
Naast deze steen heeft ooit een steencirkel gestaan van 12 tot 13 stenen, die ooit met opzet is vernietigd. De Brandsbutt Symbol Stone heeft zover bekend geen enkel verband met deze steencirkel.

## Beheer
De Brandsbutt Symbol Stone wordt beheerd door Historic Scotland, net als de Maiden Stone.